# U-758
Unterseeboot 758 foi um submarino alemão do Tipo VIIC, pertencente a Kriegsmarine que atuou durante a Segunda Guerra Mundial.

## Comandantes
| Comandante                | Data                                     |
| ------------------------- | ---------------------------------------- |
| Kptlt. Helmut Manseck]]   | 5 de maio de 1942 - 3 de abril de 1944   |
| Oblt. Hans-Arend Feindt]] | 4 de abril de 1944 - 16 de março de 1945 |

## Subordinação
Durante o seu tempo de serviço, esteve subordinado às seguintes flotilhas:
| Período                                       | Flotilha                                  |
| --------------------------------------------- | ----------------------------------------- |
| 5 de maio de 1942 - 1 de novembro de 1942     | 6. Unterseebootsflottille (treinamento)   |
| 1 de novembro de 1942 - 14 de outubro de 1944 | 6. Unterseebootsflottille (serviço ativo) |
| 15 de outubro de 1944 - 1 de março de 1945    | 33. Unterseebootsflottille (treinamento)  |

## Operações conjuntas de ataque
O U-758 participou das seguinte operações de ataque combinado durante a sua carreira:
- Rudeltaktik Panzer (23 de novembro de 1942 - 11 de dezembro de 1942)
- Rudeltaktik Sturmbock (21 de fevereiro de 1943 - 24 de fevereiro de 1943)
- Rudeltaktik Burggraf (24 de fevereiro de 1943 - 26 de fevereiro de 1943)
- Rudeltaktik Wildfang (26 de fevereiro de 1943 - 5 de março de 1943)
- Rudeltaktik Raubgraf (7 de março de 1943 - 20 de março de 1943)
- Rudeltaktik Leuthen (15 de setembro de 1943 - 24 de setembro de 1943)
- Rudeltaktik Rossbach (24 de setembro de 1943 - 9 de outubro de 1943)
- Rudeltaktik Borkum (24 de dezembro de 1943 - 3 de janeiro de 1944)
- Rudeltaktik Borkum 2 (3 de janeiro de 1944 - 13 de janeiro de 1944)